# مارتن ماي
مارتن ماي (بالألمانية: Martin May)‏ هو كاتب سيناريو وممثل ألماني، ولد في 21 أبريل 1961 في ألمانيا.

## أعمال

### أفلام
- (1981) القارب

## وصلات خارجية
- مارتن ماي على موقع IMDb (الإنجليزية)
- مارتن ماي على موقع ألو سيني (الفرنسية)
- مارتن ماي على موقع ميوزك برينز (الإنجليزية)
- مارتن ماي على موقع أول موفي (الإنجليزية)
- مارتن ماي على موقع قاعدة بيانات الأفلام السويدية (السويدية)
- مارتن ماي على موقع ديسكوغز (الإنجليزية)
- مارتن ماي على موقع قاعدة بيانات الفيلم (الإنجليزية)
- مارتن ماي على موقع كينوبويسك (الروسية)